# Josiah Zion Gumede
Josiah Zion Gumede (ur. 19 września 1919 w Bembesi, zm. 28 marca 1989) – rodezyjski nauczyciel, duchowny, dyplomata i polityk, jedyny prezydent Zimbabwe Rodezji od 1 czerwca do grudnia 1979.

## Życiorys
Ukończył szkoły misjonarzy, a następnie szkołę dla nauczycieli w Kraju Przylądkowym, po której pracował jako nauczyciel, a także jako dyrektor szkoły. Od 1960 do 1962 pracował jako zastępca attaché ds. informacji i edukacji w Federacji Rodezji i Niasy w Londynie. Od 1963 do 1965 zatrudniony w Ministerstwie Spraw Zagranicznych. Działał następnie w różnych organizacjach, m.in. w Radzie Likwidacji Klęsk Żywiołowych, Radzie Nadzorczej Narodowej Biblioteki Zimbabwe oraz jako dyrektor Stowarzyszenia Nauczycieli Afrykańskiej w Rodezji. Został także starszym zboru prezbiteriańskiego.
Po podpisaniu porozumień z 1978 zapewniających udział w rządach czarnych wstąpił do sprzeciwiającej się temu rozwiązaniu partii Zjednoczona Afrykańska Rada Narodowa. Z dniem 1 czerwca 1979 objął funkcję prezydenta nowo utworzonej Zimbabwe Rodezji, która nie zyskała szerszego uznania międzynarodowego. 12 grudnia 1979 utracił stanowisko wskutek wygrania wyborów przez ZANU Roberta Mugabe i implementacji porozumień z Livingstone, uznającej niepodległość Zimbabwe.
Był żonaty z Esther, miał trójkę dzieci. Zmarł w 1989. Dziadek brytyjskiej aktorki Natalie Gumede.